# Bryoerythrophyllum columbianum
Bryoerythrophyllum columbianum är en bladmossart som beskrevs av Robert Zander 1978 [1979. Bryoerythrophyllum columbianum ingår i släktet fotmossor, och familjen Pottiaceae. Inga underarter finns listade i Catalogue of Life.